# La Flamengrie, Aisne
La Flamengrie är en kommun i departementet Aisne i regionen Hauts-de-France i norra Frankrike. Kommunen ligger  i kantonen La Capelle som ligger i arrondissementet Vervins. År 2022 hade La Flamengrie 1 098 invånare.

## Befolkningsutveckling
Antalet invånare i kommunen La Flamengrie
Referens: INSEE